# Мамутова фауна
Мамутова фауна, мамонтова фауна або мамутовий фауністичний комплекс — фауністичний комплекс ссавців, що мешкали в пізньому (верхньому) плейстоцені (70—10 тис. років тому) у позатропічній зоні Євразії й Північної Америки в особливих біоценозах — тундростепах, що існували весь час заледеніння і переміщалися відповідно до змін меж льодовика на північ або на південь.

## Виникнення
Тундростепи виникли в перед льодовиковому поясі останньої льодовикової епохи, (останнього заледеніння) в особливих ландшафтно-кліматичних умовах: різко континентальний клімат із низьким рівнем середніх температур при сухому повітрі й значним обводненням території влітку за рахунок талих льодовикових вод, з виникненням у низинах озер і боліт. Флора тундростепу містила різні трав'янисті рослини (особливо злаки й осоки), мохи, а також дрібні деревця і чагарники, що зростали здебільшого в долинах річок і берегами озер: верби, берези, вільхи, сосни і модрини. При цьому загальна біомаса рослинності в тундростепу була, ймовірно, дуже велика і в основному за рахунок трав, що дозволило розселитися на величезних просторах перед льодовикового поясу рясній і своєрідній фауні.

## Характерні представники фауни

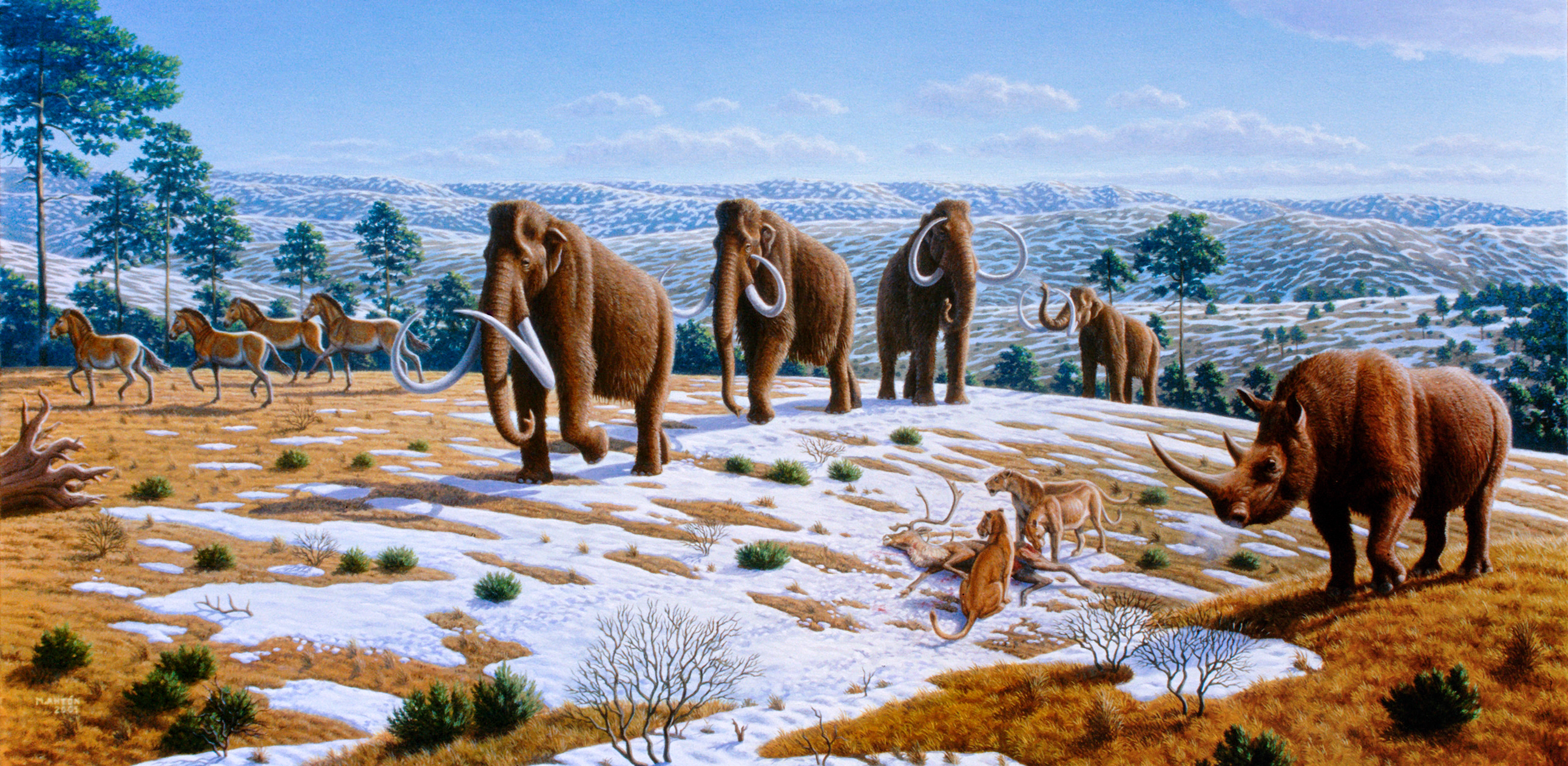
Тундростеп епохи останнього заледеніння: (зліва направо) дикі коні, мамути, печерні леви над тушею північного оленя, волохатий носоріг

Найбільшим представником мамутової фауни (на честь якого її й було названо) був мамут найвеличніший (Mammuthus primigenius Blum.) — північний слон, що мешкав 50—10 тис. років тому на величезних просторах Європи, Азії й Північної Америки. Він був укритий густою і дуже довгою рудою шерстю з довжиною волосся до 70—80 см. Кістки цих тварин знаходять практично в усіх місцях Сибіру. Окрім мамутів, до складу цієї фауни входили також стародавні коні (2 або 3 види), волохатий носоріг, зубр, тур, бізон, вівцебик, як, степовий зубр, Великорогий, благородний і північний олені, верблюд, антилопа сайга, дзерен, лось, сайгак, кулан, печерний ведмідь, печерний лев (інші представники сучасних ссавців що проживали у печерах, такі як печерна гієна і печерний тигр) вовки та ін. Склад мамутової фауни свідчить про те, що вона утворилася від гіпаріонової фауни, будучи її північним прильодовиковим варіантом. Для всіх тварин мамутової фауни характерні пристосування до життя в умовах низьких температур, зокрема довга і густа шерсть. Багато видів тварин збільшилися в розмірах — велика маса тіла і товстий підшкірний жир допомагали їм легше переносити суворий клімат.

## Гіпотези щодо вимирання
Значна частина представників цієї фауни вимерла наприкінці плейстоцену — початку голоцену (10—15 тис. років тому). Існує дві гіпотези, що намагаються пояснити це вимирання.

### Кліматична
Згідно з цією гіпотезою, тварини мамутової фауни вимерли, не зумівши пристосуватися до нових природно-кліматичних умов. Потепління клімату і танення льодовиків різко змінили природні умови в колишньому поясі прильодовикового тундростепу: значно збільшилися вологість повітря і випадання опадів, як наслідок, на великих територіях розвинулася заболоченість, узимку зросла висота снігового покриву. Тварини мамутової фауни, добре захищені від сухого холоду і здатні здобувати собі їжу на просторах тундростепу в малосніжні зими льодовикової епохи, опинилися у вкрай несприятливих для них екологічних умовах. Велика кількість снігу взимку зробила неможливим добування їжі в достатній кількості. Улітку ж, висока вологість і заболочування ґрунту, вкрай несприятливі й самі по собі, супроводжувалися колосальним зростанням чисельності кровосисних комах (гнусу, настільки рясного і в сучасній тундрі), укуси яких гнобили тварин, не даючи їм спокійно харчуватися, як це відбувається і нині з північними оленями.
Таким чином, мамутова фауна за дуже короткий термін (танення льодовиків відбувалося дуже швидко) опинилася перед фактом різких змін середовища проживання, до яких більшість видів, що складали її, не змогли настільки швидко пристосуватися, і мамутова фауна як ціле припинила своє існування. Однак ця гіпотеза абсолютно не пояснює того факту, що до останнього голоценового потепління 10—12 тис. років тому мамутовий «льодовиковий» біоценоз успішно витримав кілька десятків потеплінь і похолодань. При цьому багаторазові зміни клімату не супроводжувалися вимиранням мамутової фауни; як показує аналіз знахідок кісток викопних тварин, у теплі періоди мамутова фауна була навіть численнішою, ніж в холодні «льодовикові» періоди.

### Антропологічна
Низка дослідників вважає головною причиною катастрофи мамутової фауни, «палеолітичну революцію», що дозволила первісним мисливцям опанувати приполярні області Євразії та Північної Америки. У цих областях (на відміну від Африки та тропічної Азії) люди з'явилися досить пізно, уже опанувавши досконалі методи полювання на великих тварин. Як наслідок, мегафауна мамутових степів, що не мала часу на адаптацію, зникла, і була винищена людьми.
При цьому знищення первісними мисливцями ключових «ландшафтотвірних» видів (у першу чергу мамутів) означало розрив екологічних ланцюгів і різке падіння біопродуктивності, що спричинило подальше вимирання.

## Представники мамутової фауни на сьогодні
Деякі тварини живуть в Євразії та Північній Америці й зараз, але вже в інших природних і кліматичних зонах. Тепер ці види не утворюють разом таких груп. З великих ссавців мамутової фауни до наших днів збереглися північні олені, яким притаманна велика рухливість і котрі здатні здійснювати далекі міграції: улітку в тундру до моря, де менше гнусу, а на зиму на ягелеві пасовища до лісотундри і тайги; дикий кінь донедавна зустрічався у степовій і лісостеповій зонах. У відносно малосніжних місцях на півночі Гренландії та на деяких островах Північноамериканського архіпелагу збереглися вівцебики. Сайгаки і верблюди переселилися на південь, до сухих степів, напівпустель і пустель. Яки забралися в снігові високогір'я і живуть тепер тільки на дуже обмеженій території. Натомість лосі, вовки і росомахи прекрасно пристосувалися до життя в лісовій зоні. Пристосувалися до нових умов і деякі дрібні тварини зі складу мамутової фауни, як-от лемінги і песці.
За деякими даними, у голоцені 4—7 тис. років тому на острові Врангеля ще зберігалася популяція здрібнілих мамутів.